# Tamboril do Piauí
Tamboril do Piauí es un municipio brasileño del estado de Piauí. Según el censo del IBGE del año 2010, la población era de 2755 habitantes. Se localiza a una latitud 8°24′0″ S y a una longitud 42°54′49″ O, estando a una altitud de 350 metros.